# Stade Lavallois Mayenne Football Club
O Stade Lavallois Mayenne Football Club, mais conhecido como Stade Lavallois, ou simplesmente Laval, é um clube de futebol francês fundado em 1902. Sua sede fica na cidade de Laval, capital do departamento de Mayenne, localizado na região do País do Loire. Tem como suas cores laranja e preto e manda seus jogos no estádio Stade Francis-Le-Basser, com capacidade para 11.107 espectadores. Na atual temporada 2023–24, disputa a Ligue 2, a segunda divisão do futebol francês.
Sua última participação na Ligue 1 foi em 1988–89, e sua melhor campanha na primeira divisão foi uma 5ª colocação, em 1981–82 e em 1982–83.

## Títulos
- Copa da Liga Francesa: 1982, 1984
- DH Ouest: 1964,1973
- Championnat National: 2021–22